# Við Áir
Við Áir er en tidligere hvalfangststation på Streymoys østkyst på Færøerne. Den er beliggende nær bygden Hvalvík. Við Áir betyder "ved elvene" (á betyder "elv" og áir er flertalsformen).

## Hvalstationen
Við Áir blev bygget i 1905 af norske hvalfangere, men blev senere drevet af færinger. Áir var den sidste af de syv færøske hvalfangststationer bygget i 1905 af en skotsk-norsk iværksætter. Hvalfangsten på Færøerne var af stor økonomisk betydning for industrialiseringen af Færøerne, som indtil da primært havde levet af fiskeri og landbrug. Indtil Við Áir endelig blev lukket i 1984, blev næsten 4.500 hvaler skåret op på denne hvalfangststation. I dag er Við Áir en af kun tre overlevende norske hvalfangststationer i verden og den eneste på den nordlige halvkugle. Den er åbent for besøgende.
Bygningerne og maskineriet er der stadig. Bygningerne var i meget dårlig stand, men i 2011 påbegyndtes restaurering af flere bygninger. Der er planer om, at restaurere hvalstationen og føre den tilbage til sit oprindelige udseende. Formålet er at skabe et hvalfangstmuseum, hvor folk kan få en ide om, hvordan en hvalstation fungerede. I 2007 afleverede en arbejdsgruppe nedsat af den færøske regering en "provisorisk rapport om bevarelsen af hvalstationen som et maritimt museum. I efteråret 2001 var hvalstationen åben for offentligheden i et par måneder, og omkring 500 besøgte stedet.
Mod slutningen af det 19. århundrede faldt hvalbestandene ved kysterne i Nordnorge, hvilket tvang norske hvalfangstselskaber til at lede efter nye jagtområder. De satte oprindeligt sigte mod Island hvor forholdene var gode for hvalfangst. De opdagede dog hurtigt, at bestandene i havene omkring Island også levede i havene omkring Færøerne. De konkluderede derfor, at hvalfangst fra Færøerne også kunne være rentabelt. I sommeren 1894 var Albert Grøn, en hvalfanger fra Sandefjord, pioner for kommerciel hvalfangst på Færøerne. Han etablerede en hvalfangststation i Gjánoyri ved Streymnes 1893 efter at have modtaget jagttegn fra den danske præfekt for Færøerne. Hans vurdering af, at Færøerne var et egnet jagtområde, viste sig at være korrekt.
Mellem 1893 og 1905 blev der etableret syv hvalfangststationer på Færøerne. Den syvende og sidste var Hvalfangerstationen Við Áir, som den skotsk-norske forretningsmand Christian Salvesen grundlagde med firmaet Dansk Hvalfangst og Fiskeri A/S. De øvrige seks var i Gjánoyri, Norðdepil, Funningsfjørður, Selvík, Lopra og Signabøur. Den norske hvalfangst på Færøerne sluttede i 1930. På dette tidspunkt var der kun to hvalfangststationer tilbage, dem i Lopra og Við Áir. Hvalfangststationen Við Áir i sin nuværende form går tilbage til 1936, hvor den stort set blev rekonstrueret og sat i drift igen af Færøerne. De sidste bygningsmæssige udvidelser blev foretaget i 1950'erne.

## Skole
Der ligger en skole Við Áir, som hedder "Dugni" og er for unge og voksne med handicap, eller sociale og psykologiske problemer. De kan få en kort uddannelse her, svarende til folkeskolens 9. eller 10. klasse handicap, eller HFS, der forbereder dem til uddannelse indenfor kontor eller servicefag. Eleverne har mulighed for at bo på skolen, mens de går der.